# IC 3270
IC 3270 ist eine Balken-Spiralgalaxie vom Hubble-Typ SB im Sternbild Haar der Berenike am Nordsternhimmel. Sie ist schätzungsweise 483 Millionen Lichtjahre von der Milchstraße entfernt und hat einen Durchmesser von etwa 70.000 Lichtjahren.

Im selben Himmelsareal befinden sich u. a. die Galaxien IC 3243, IC 3262, IC 3269, IC 3278.
Das Objekt wurde am 23. März 1903 von Max Wolf entdeckt.